# Клебер Джакомаци
Клебер Джакомаци де Соуза Фрейтас, по известен само като Клебер (роден на 12 август, 1983 г. в Озаску, Сао Паолу)е бразилски футболист, който играе за Палмейраш.

## Кариера
Започва кариерата си в Сао Пауло. Клебер подписва с Динамо Киев през януари 2004 г. През 2008 г. играе под наем в Сошиедаде Ешпортива Палмейраш. Трансфера на Гилерме в Динамо праща Джакомаци в Крузейро подписвайки договор до 2014 г., през февруари 2009 г.
В дебюта си за Крузейро, Клебер вкарва 2 гола в мач от Копа Либертадорес. Той помага на Крузейро да стигне до финала на турнира, но там отборът му губи от аржентинския Естудиантес. През юли 2010 г. след много добро начало за сезона, вкарвайки 2 гола в 4 мача, Клебер бива трансфериран в бившия си клуб Палмейраш. Там той е приет с радост от феновете който му измислят прякора gladiador (гладиатор). В края на 2011 Гремио купува 50% от правата му.